# کارت بازرگانی
کارت بازرگانی، مدرکی است که بر اساس قوانین ایران برای بازرگانی خارجی و واردات و صادرات کالا ضروری است. کارت بازرگانی یک مدرک رسمی است که نشان‌دهنده تجارت خارجی و فعالیت‌های بازرگانی بین‌المللی فرد یا یک بنگاه است. در بسیاری از کشورها برای تجارت خارجی کالا به‌صورت قانونی، نیاز به داشتن کارت بازرگانی و مجوزهای دیگر مانند گواهینامه منشأ و گواهینامه بهداشت است.
دریافت کارت بازرگانی برای افرادی که در حوزه تجارت خارجی فعالیت می‌کنند، اهمیت زیادی دارد. در ایران تنها بازرگانانی می‌توانند واردات و صادرات داشته باشند که دارای کارت بازرگانی باشند. بر اساس قوانین و مقرراتی که بر تجارت ایران حاکم است، افراد برای اینکه در زمینه واردات و صادرات کالاها فعالیت داشته باشند به کارت بازرگانی نیاز دارند. در شرکت‌ها کارت بازرگانی مربوطه بنام مدیر مسؤول شرکت صادر می‌شود.

## شرایط صدور و تمدید کارت بازرگانی
شرایط گرفتن کارت بازرگانی شامل ارائه مدارک و رعایت الزامات خاصی است که توسط اتاق بازرگانی تعیین شده است. متقاضیان دریافت این کارت باید اطلاعات کامل مربوط به فعالیت تجاری خود را در قالب فرم‌های مشخص‌شده توسط اتاق بازرگانی ارائه دهند. همچنین ثبت شرکت یا مؤسسه در دفتر ثبت تجارتی و معرفی از سوی حداقل دو عضو معتبر اتاق بازرگانی از دیگر شرایط اصلی اخذ کارت بازرگانی محسوب می‌شود.
برای تمدید کارت بازرگانی نیز شرایط خاصی در نظر گرفته شده است؛ از جمله ارائه یکی از مدارک مرتبط با محل فعالیت مانند اجاره‌نامه محضری، اجاره‌نامه دارای کد رهگیری، یا اجاره‌نامه عادی همراه با سند مالکیت به نام متقاضی (شخص حقیقی یا حقوقی). در صورت تغییر آدرس دفتر مرکزی، ارائه سند مالکیت شش‌دانگ یا اجاره‌نامه معتبر به نام شرکت و منطبق با آدرس جدید، الزامی خواهد بود.

## نحوه صدور کارت بازرگانی
بازرگانانی که درخواست صدور کارت بازرگانی می‌نمایند باید براساس فرم‌های چاپ شده از طرف اتاق بازرگانی اطلاعات مربوط به تجارت خود را به اتاق بازرگانی بدهند. صدور کارت بازرگانی موکول به آنست که بازرگانان مؤسسه یا شرکت خود را در دفتر ثبت تجارتی ثبت کرده باشد و از طرف دو نفر از اعضای اتاق بازرگانی معرفی شوند.
برای تمدید این کارت بازرگانی صادرشده نیز «اجاره‌نامه محضری»، یا «اجاره‌نامه بنگاهی اگر کد رهگیری داشته باشد» و یا، «اجاره‌نامه عادی به شرط ارائه سند ملک بنام شخص درخواست‌کننده (حقیقی یا حقوقی)» مورد بررسی مجدد قرار می‌گیرند و در صورت تغییر آدرس، ارائه «یکی از مدارک مالکیت» الزامی است، سند مالکیت شش‌دانگ به نام شرکت، به آدرس دفتر مرکزی و یا اجاره‌نامه محضری معتبر «به نام شرکت» و به آدرس دفتر مرکزی (برابر اصل) و یا «اجاره‌نامه بنگاه املاک اگر که دارای کد رهگیری باشد»، و به آدرس دفتر مرکزی.

### دیگر شرایط صدور برایاشخاص حقیقیایرانی
- داشتن حداقل 20 سال تمام
- برگ پایان خدمت نظام یا برگ معافیت برای آقایان
- داشتن مدرک تحصیلی مرتبط یا سه سال سابقه فعالیت‌های تجاری/تولیدی به تأیید دونفر از دارندگان کارت بازرگانی یا داشتن مدرک مجوز تولید صادره یکی از وزارتخانه متبوع
- داشتن محل کسب (متناسب با رشته فعالیت) ثبت شرکت اعم از ملکی/استیجاری
- داشتن دفاتر قانونی با ارائه اظهارنامه‌های ثبتی
- ارائه گواهی عدم سوءپیشینه
- داشتن حساب جاری معتبر نزد یکی از بانک‌های عامل داخلی
- آشنایی با قوانین گمرکی

### شرایط اخذ کارت برایاشخاص حقوقی
- مدیرعامل شرکت حداقل ۲۳ سال سن داشته باشد.
- شرکت دارای فضای کار اداری یا تجاری مستقر باشد.
- پرونده مالیاتی برای شرکت تشکیل شده باشد.
- موضوع فعالیت شرکت مرتبط باشد.
- امکان ارائه تعهدنامه‌های مورد نیاز وجود داشته باشد.
- ارائه گواهی عدم سوءپیشینه کیفری
- ارائه گواهینامه تأیید مبنی بر عدم اشتغال کارکنان در دولت و استخدام رسمی دولت
- ارائه تعهد کتبی به منظور عدم استفاده غیرقانونی از کارت بازرگانی
- داشتن تمکن مالی برای فعالیت‌های تجاری
- آشنایی فرد با قوانین گمرک

### شرایط و امکان دریافت کارت بازرگانی برای اشخاص حقیقی غیرایرانی و بازرگانان و شرکت‌های خارجی
- داشتن کلیه شرایط مقرر برای اشخاص غیرایرانی به استثنای برگ پایان خدمت نظام/معافیت[۹]
- داشتن پروانه کار و اقامت معتبر[۱۰]
- صدور کارت بازرگانی برای بازرگانان و شرکت‌های خارجی منوط به معامله متقابل است.[۱۱] یعنی در صورتی به بازرگانان خارجی کارت بازرگانی داده می‌شود که کشور آنها نیز به بازرگانان ایرانی اجازه فعالیت بازرگانی دهند.[۱۲]